# Taiichi Ōno
Taiichi Ōhno (大野 耐?, Ōno Taiichi, a volte traslitterato Taiichi Ohno; Dalian, 29 febbraio 1912 – Toyota, 28 maggio 1990) è stato un ingegnere giapponese specializzato in meccanica.

## Biografia
Ōno è considerato il padre del sistema di produzione attuato nell'azienda automobilistica Toyota, il Toyota Production System, noto anche come Lean Production (produzione snella) e basato su logiche gestionali quali il sistema produttivo di tipo "Pull" e la tecnica di produzione "Just in time". Ha scritto diversi libri sul sistema, tra cui il più noto è Toyota Production System: Beyond Large-Scale Production. All'inizio era un dipendente della fabbrica di telai della famiglia Toyoda, mentre nel 1939 passò al settore automobilistico, dove fece carriera fino a diventare membro del consiglio esecutivo della Toyota Enterprise.

## Opere pubblicate
- Toyota Production System: Beyond Large-Scale Production, Productivity Press, 1988, ISBN 0915299143
- Workplace Management, Productivity Press, 1988, ISBN 0915299194
- Lo spirito Toyota, Einaudi, ISBN 8806169955